# Китай на летних Олимпийских играх 1988
На летних Олимпийских играх 1988 года китайская делегация состояла из 273 человек. Она принимала участие в соревнованиях по 25 видам, выиграла 5 золотых медалей, а всего — 28 медалей (став одиннадцатой в медальном зачёте).

## Медалисты
| Медаль | Фамилия Имя | Вид спорта            | Дисциплина                                 |
| ------ | --- | --------------------- | ------------------------------------------ |
|        | Гао Минь | Прыжки в воду         | Женщины, трамплин 3 м                      |
|        | Сюй Яньмэй | Прыжки в воду         | Женщины, вышка                             |
|        | Лоу Юнь | Спортивная гимнастика | Мужчины, опорный прыжок                    |
|        | Чэнь Цзин | Настольный теннис     | Женщины, одиночный разряд                  |
|        | Чэнь Лунцань Вэй Цингуан                                                                                                   | Настольный теннис     | Мужчины, парный разряд                     |
|        | Хуан Шипин | Пулевая стрельба      | Мужчины, движущаяся мишень «бегущий кабан» |
|        | Ян Вэньи | Плавание              | Женщины, 50 м вольным стилем               |
|        | Чжуан Юн | Плавание              | Женщины, 100 м вольным стилем              |
|        | Хуан Сяоминь | Плавание              | Женщины, 200 м брассом                     |
|        | Ли Цин | Прыжки в воду         | Женщины, трамплин 3 м                      |
|        | Тань Ляндэ | Прыжки в воду         | Мужчины, трамплин 3 м                      |
|        | Сюн Ни | Прыжки в воду         | Мужчины, вышка                             |
|        | Ли Хуэйфэнь | Настольный теннис     | Женщины, одиночный разряд                  |
|        | Чэнь Цзин Цзяо Чжиминь | Настольный теннис     | Женщины, парный разряд                     |
|        | Хэ Инцян | Тяжёлая атлетика      | Мужчины, 56 кг                             |
|        | Ху Ядун Ли Жунхуа Чжан Сянхуа Чжоу Шоуин Ян Сяо                                                                            | Академическая гребля  | Женщины, четвёрка распашная c рулевой      |
|        | Ли Гоцзюнь Чжао Хун Хоу Юйчжу Ван Яцзюнь Ян Силань Су Хуэйцзюань Цзян Ин Цуй Юнмэй Ян Сяоцзюнь Чжэн Мэйчжу У Дань Ли Юэмин | Волейбол              | Женщины                                    |
|        | Ли Мэйсу | Лёгкая атлетика       | Женщины, толкание ядра                     |
|        | Лоу Юнь | Спортивная гимнастика | Мужчины, вольные упражнения                |
|        | Сюй Хайфэн | Пулевая стрельба      | Мужчины, пневматический пистолет           |
|        | Цянь Хун | Плавание              | Женщины, 100 м баттерфляем                 |
|        | Ли Дэлян | Прыжки в воду         | Мужчины, трамплин 3 м                      |
|        | Цзяо Чжиминь | Настольный теннис     | Женщины, одиночный разряд                  |
|        | Хэ Чжоцян | Тяжёлая атлетика      | Мужчины, 52 кг                             |
|        | Лю Шоубинь | Тяжёлая атлетика      | Мужчины, 56 кг                             |
|        | Е Хуаньмин | Тяжёлая атлетика      | Мужчины, 60 кг                             |
|        | Ли Цзиньхэ | Тяжёлая атлетика      | Мужчины, 67,5 кг                           |
|        | Чжан Сянхуа Ху Ядун Чжоу Шоуин Чжоу Сюхуа Чжан Яли Хэ Яньвэнь Хань Яцинь Ли Жунхуа Ян Сяо                                  | Академическая гребля  | Женщины, восьмёрка                         |